# Mycosphaerella polygramma
Mycosphaerella polygramma är en svampart som först beskrevs av Elias Fries, och fick sitt nu gällande namn av Karl Starbäck 1889. Mycosphaerella polygramma ingår i släktet Mycosphaerella och familjen Mycosphaerellaceae.  Arten är reproducerande i Sverige. Inga underarter finns listade i Catalogue of Life.